# Molonglo-folyó

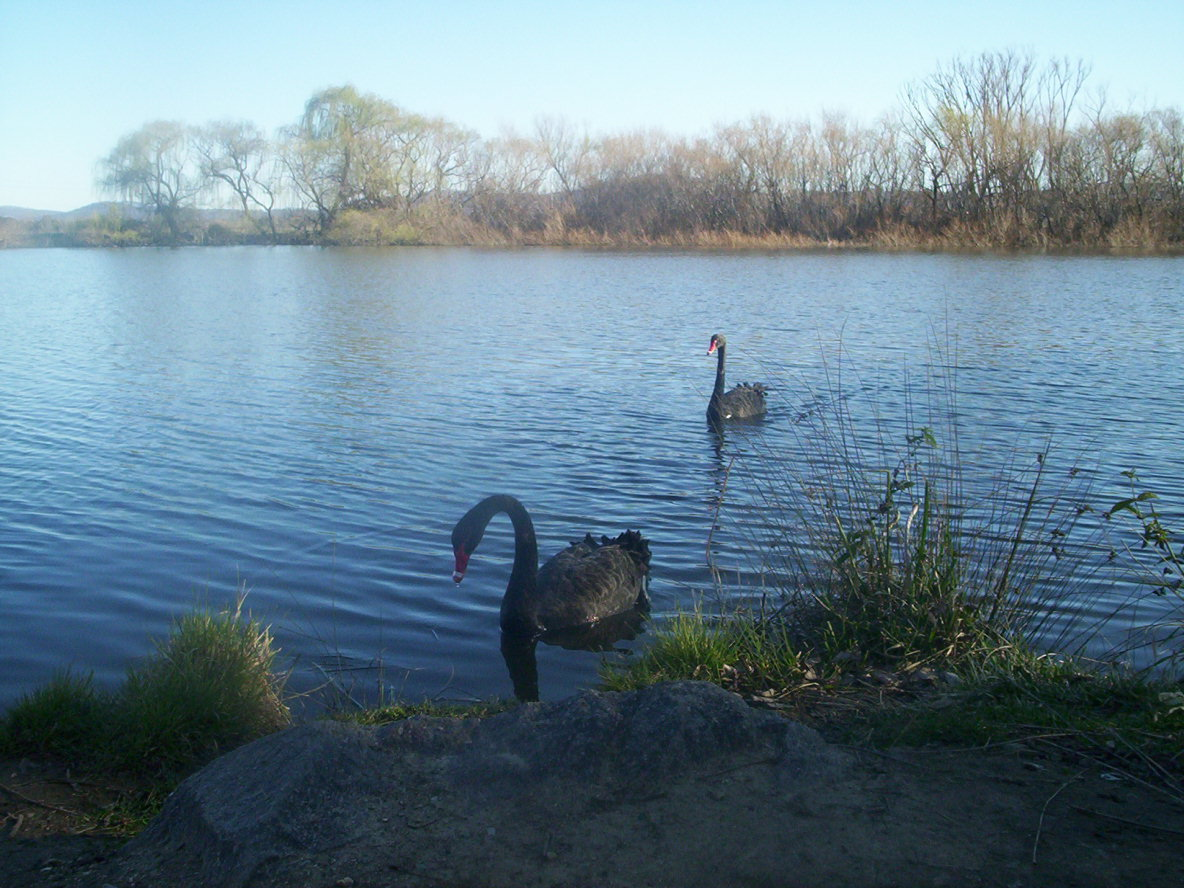
Hattyúk a Molonglo-folyón

A Molonglo-folyó az ausztrál kontinens keleti részén, a Nagy-Vízválasztó hegységben ered, Új-Dél-Wales államban. A folyó forrása a hegység túlsó oldalán található, a Shoalhaven-folyó forrásvidékén, a Tallaganda állami erdőben, megközelítőleg 1200 méteres magasságban. Útja során a Molonglo-folyó eleinte északnak tart, majd elfordul északkeleti irányába, keresztülvág az új-dél-walesi Queanbeyan külvárosán, ahol beleömlik egyik legjelentősebb mellékfolyója a Queanbeyan-folyó. Ezután a folyó útja a szövetségi fővároson, Canberrán keresztül halad, ahol a Burley Griffin-tóba ömlik. Ezután vize egy csatornán keresztül a Murrumbidgee-folyóba ömlik a főváros északnyugati részén. Ezután a találkozás után folyót nagy kiterjedésű árterek kísérik, szűk, sziklás szurdokokkal váltakozva.

## Nevének eredete
A folyó nevét legelőször Charles Throsby jegyezte fel még 1820-ban, mint: „Yeal-am-bid-gie”. Vélhetően ez volt a folyó elnevezése ngunnawal nyelven. A „-bidgee” végződés igen gyakori elnevezés errefelé, mivel ez a szó a bennszülöttek nyelvén vizet, vagy folyót jelent. Valószínűleg a moolingolah népcsoport, amely Captains Flat kerület környékén élt, adta a folyónak a Molonglo nevet. Ahol a folyó keresztülfolyt, ott van most Canberra, amely leginkább a ngambri népcsoportról ismert, akiket kemburry, canberry névváltozatokon ismernek. Innen ered egyébként a főváros elnevezése is.

## Története
A korai gyarmati időkben mind a Molonglo-folyót, mind pedig a Quanbeyan-folyót a telepesek csak „Fish River”-nek hívták, a bennük élő nagy mennyiségű hal miatt. Sajnálatos módon a halbőség nem tartott sokáig. Az 1930-as, 40-es években a bányászat miatt meddőhányók keletkeztek Captains Flat-nél, melyek több alkalommal is belecsúsztak a folyó felsőbb folyásába, felszámolva az addig népes halállományt, valamint szinte a teljes vízi élővilágot a folyóban és annak alsóbb szakaszain. A kormány rehabilitációs törekvései ellenére a folyót még az 1970-es években is több ipari katasztrófa érte el a captains flat-i bányászat miatt.
Ennek következményeképp amikor a Lake Burley Griffin tavat felduzzasztották a folyó felsőbb folyásán 1964-ben, abban egyetlen természetes, helyi halfajta sem élt meg. Az újratelepítés a hetvenes években indult meg, majd a nyolcvanas években is folytatódott.

## Fordítás
Ez a szócikk részben vagy egészben  a   Molonglo River című angol Wikipédia-szócikk ezen változatának fordításán alapul.  Az eredeti cikk szerkesztőit annak laptörténete sorolja fel. Ez a jelzés csupán a megfogalmazás eredetét és a szerzői jogokat jelzi, nem szolgál a cikkben szereplő információk forrásmegjelöléseként.